# Yesterday (фильм, 1985)
«Yesterday» — фильм 1985 года режиссёра Радослава Пивоварского. Ностальгическая история, рассказывающая о битломании в провинциальном польском городке.
Один из лидеров польского проката 1985 года.
«Золотая раковина» фестиваля в Сан-Себастьяне и приз FIPRESCI Венецианского фестиваля.

## Сюжет
Время действия фильма. В коридоре суда пара среднего возраста ждёт, когда их вызовут на развод.
Звучит песня Битлз «Yesterday». Главный герой вспоминает свою молодость, 1960-е годы, вспоминает как всё начиналось.
Четверо подростков организовывают группу, которая играет песни «Битлз». Главный герой фильма Павел Митура («Ринго») растёт без родителей, он живёт с пожилой тётей, глубоко верующей католичкой. Она отрицательно относится к увлечению Павла, но тот отдаётся страсти несмотря ни на что. 
Ребята готовятся к выступлению на выпускном вечере. Ни тогдашняя школьная система социалистического воспитания, ни самодельная, ветхая аппаратура не могут остановить истинных фанатов. Они готовы пойти на хитрость, только чтобы вся школа послушала хиты ливерпульской четвёрки.
Тем временем Павел влюбляется в свою новую одноклассницу Анну. Он и не подозревает, что на симпатичную девушку «положил глаз» также и преподаватель гражданской обороны.

## В ролях
- Пётр Сивкевич — Павел Митура «Ринго»
- Анна Казьмерчак — Аня
- Анджей Зелиньский — «Джон»
- Кшиштоф Майхжак — Бегач, преподаватель гражданской обороны
- Кристина Фельдман — тётя «Ринго»
- Хенрик Биста — директор школы
- Вальдемар Игначак — «Джордж»
- Роберт Пехота — «Пол»
- Станислав Брудный — ксёндз
- Мира Далль — Валентинка
- Анджей Воячек — адвокат Ани

## Премии и номинации
- 1985 — фестиваль в Сан-Себастьяне
  - «Золотая раковина» (Радослав Пивоварский)
  - Приз лучшему актёру (Пётр Сивкевич)
- 1985 — Венецианский фестиваль
  - приз FIPRESCI (Радослав Пивоварский)
- 1985 — фестиваль польского кино
  - приз лучшему оператору (Витольд Адамек)
  - приз режиссёрскому дебюту (Радослав Пивоварский)

## Музыка
В фильме звучат следующие песни The Beatles:
1. «Yesterday»
2. «And I Love Her»
3. «I Saw Her Standing There»
4. «Love Me Do» (в том числе на польском языке)
5. «She Loves You»